# Synagogue de Pforzheim (1892-1938)
 (mai 2015).
L'ancienne synagogue de Pforzheim a été construite en 1892, au 26-28 de la Zerrennerstrasse, dans la ville de Pforzheim, au sud-ouest de l'Allemagne. Construite dans le style gothico-mauresque, la synagogue de Pforzheim est un modèle pour la synagogue de Wuppertal-Barmen. Comme presque toutes les synagogues allemandes, elle a été détruite par les nazis en 1938 lors de la nuit de Cristal. 

## La communauté juive avant la Seconde Guerre mondiale

### Avant l'avènement du nazisme
Au Moyen Âge, dès le XIIIe siècle, il existe une petite communauté juive à Pforzheim. En 1267, celle-ci est victime d'une accusation de crime rituel. Une vieille femme en effet accuse de façon malveillante les Juifs de lui avoir acheté sa fille chrétienne et de l'avoir tuée. Le 20 tammouz 5027 (15 juillet 1267), R. Samuel ben Yaḳar ha-Levi, R. Isaac ben Eliezer et R. Abraham ben Gershom se suicident afin d'échapper au lynchage par une foule en furie. Leurs corps sont alors exposés et brisés sur la roue.  Plusieurs autres membres de la communauté sont aussi capturés, torturés puis pendus. Le 20 Tammouz est considéré comme le Ta'anit Pforzheim (jour de pénitence et de jeûne). Les Juifs souffrent aussi des persécutions provoquées par la peste noire en 1348 et de l'accusation d'avoir empoisonné les puits.
Du XVe au XVIIe siècle, les Juifs ne sont présents dans la ville que de façon sporadique. Entre autres, en 1463, un certain 'Léon de Pforzheim' est pris sous la protection du prince-électeur Frédéric du Palatinat, et séjournera six ans à Heidelberg. De même les Juifs Seligmann et Hanna sont autorisés en 1524 à pratiquer la chirurgie ainsi qu'à continuer leur activité commerciale. Il semble qu'à cette époque la communauté soit assez riche, pour que le 26 novembre 1529, lui soit imposée une taxe de 2,5 gulden (florins) pour cent. 
En 1614 les Juifs sont expulsés de Pforzheim et ne seront autorisés à y revenir qu'après 1670. Après la destruction de la ville par les troupes françaises en 1689 pendant la guerre de la Ligue d'Augsbourg, les Juifs sont invités à revenir, afin de participer à l'effort de reconstruction. Dans les années 1760, les Juifs participent à la création des fonderies d'or et des joailleries de la ville, qui lui apportent une grande prospérité. Au XIXe siècle, les Juifs sont en butte à un antisémitisme latent dans le but de restreindre leur activité économique. 
Le nombre de familles juives à Pforzheim passe de cinq en 1709 à treize en 1784. De 1861 à 1925 le nombre de membres de la communauté juive va être plus que multiplié par cinq. Elle atteint son maximum vers 1927 avec plus de mille personnes.  
Jusqu'au début du XVIIIe siècle, les Juifs de Pforzheim ont vécu surtout du commerce et de transactions. Au XIXe siècle, beaucoup de Juifs étaient dans la fabrication ou la commercialisation de l'or, de l'argent, des perles et des montres.

### Pendant la période nazie
À l'arrivée au pouvoir des nazis en 1933, les Juifs possèdent environ quinze affaires de produits textiles, sept de chaussures, sept de quincaillerie et deux grands magasins. Plusieurs médecins et avocats juifs sont installés dans la ville ou ses environs. 
Dès mars 1933, 18 familles juives d'origine polonaise sont exclues des services publics.  En 1935, de nombreux Juifs sont arrêtés pour motif racial. Le 28 octobre 1938, tous les Juifs originaires de l'Europe de l'Est sont expulsés. Lors de la nuit de Cristal, du 9 au 10 novembre 1938, des Juifs sont battus, des magasins sont saccagés et la synagogue est incendiée. Vingt-trois hommes sont envoyés au camp de concentration de Dachau. Sur les 514 Juifs autorisés à émigrer, 175 réussirent à rejoindre les États-Unis, 102 la Palestine et 87 l'Amérique latine. Le 22 octobre 1940, 183 Juifs sont déportés au camp de concentration de Gurs, en France, où 20 meurent, 50 périront à Auschwitz et 66 autres dans d'autres camps de concentration; seuls 46 survivront à la Shoah. Les 51 Juifs qui restent encore à Pforzheim sont déportés principalement vers Izbica en Pologne et au ghetto de Theresienstadt ; seuls 17 survivront. 
Sur les 770 personnes de confession juive domiciliées à Pforzheim en 1933, au moins 190 périrent lors des persécutions et la Shoah. On ignore le sort de 29 autres. 
En 1976, la communauté juive de Pforzheim ne compte plus que 120 personnes.

## L'ancienne synagogue de Pforzheim

### Du Moyen Âge à 1889
Au Moyen Âge, les Juifs habitent la Judengasse (ruelle aux Juifs), située à l'emplacement de l'actuelle Barfüssergasse. On ignore s'ils ont un lieu de culte permanent. 
Dès 1709, et probablement même avant cette date, la communauté juive possède un oratoire situé dans la Barfüssergasse. La communauté s'agrandissant, elle désire faire construire une synagogue et dès 1800, elle achète, avec l'autorisation des autorités de la ville, un terrain situé en contrebas des fossés de la ville. Ce terrain étant très convoité, la communauté juive est mise en demeure en 1808 de construire la synagogue dans l'année, sous peine de déchéance de ses droits sur le terrain. Le 26 juillet 1809, elle fait part à la ville de sa décision de ne pas construire sur ce terrain.        
Entretemps, la communauté a acheté l'ancienne grange dîmière, devenue inutile et fortement délabrée, et désire faire construire sur son terrain la synagogue. Mais plusieurs obstacles s'y opposent que la communauté demande officiellement fin juin 1812, à la ville de supprimer: une grange à foin doit être éloignée, et pour cela, la chapelle de la croix pourrait être utilisée; l'étable à ânes et la fosse à fumier qui jouxtent la grange à dîmes doivent être déplacées.  
Les travaux peuvent démarrer à l'automne 1812, et la construction est terminée en 1813. Elle se trouvait au 27 de la Metzgerstrasse, vers le bas de la Lammgasse, approximativement où se trouve de nos jours le théâtre de la Waisenhausplatz. On ne possède aucune image ou photographie de ce bâtiment qui sera démoli après sa vente à un forgeron en 1893. Le 22 octobre 1889, le jour de Sim'hat Torah, a lieu la consécration d'un nouveau rouleau de Torah. Ce sera l'une des dernières fêtes célébrées dans cette synagogue.

### La nouvelle synagogue
Au printemps 1889 un nouveau terrain à bâtir est acheté au prix de 25 000 marks pour une nouvelle synagogue plus grande. La revue d'obédience orthodoxe, "Der Israelit", déclare son refus d'intégrer la nouvelle synagogue si un orgue y est installé.

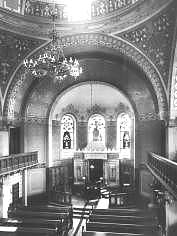
Intérieur de la synagogue en 1895

La synagogue est construite de 1890 à 1892, sur le terrain du 26-28 de la Zerrennerstraße, en style gothico-mauresque, sur les plans de Ludwig Levy (1854-1907) de Karlsruhe, professeur et architecte spécialisé dans la construction de synagogues, et sous la direction de l'architecte Klein de Pforzheim. La construction est orientée selon la tradition d'ouest en est. 
La synagogue de Pforzheim est typique du style synagogal néo-islamique tardif, avec comme caractéristique sa coupole centrale. Les murs sont en briques de grès rouge avec des bandes de briques vertes en alternance, pour former des raies de couleur. 
Sur le mur Est, se trouve une abside semi-circulaire ou est logé l'Aron Ha-Kodesh (l'Arche sainte). Sur la façade Ouest, se trouvent la grande porte d'entrée en forme de fer à cheval et une corniche crénelée de style maure. Cependant, cette façade n'est que peu mise en valeur, car elle donne sur une petite ruelle latérale. Lévy s'est donc assuré que la façade Sud soit la façade la plus représentative, avec une énorme fenêtre à trois embrasures, avec des briques de deux couleurs dessinant un fer à cheval. La façade n'est pas plane avec des parties s'avançant de façons différentes, donnant ainsi une certaine asymétrie à l'ensemble de la construction.  
L'étoile de David au sommet du dôme et les Tables de la Loi stylisées avec le début des Dix Commandements en lettres hébraïques, au-dessus de l'entrée du bâtiment de la tour d'angle du Sud-Ouest permettent d'identifier de l'extérieur une synagogue.  
La cérémonie d'inauguration a lieu le 27 décembre 1892, en présence de représentants de la ville et de l'état, ainsi que des églises chrétiennes. Elle commence par la remise des clefs par l'architecte Lévy à Heinrich Netter, président de la communauté juive. Puis le chœur entonne à l'intérieur l'oratorio d'Haendel, 'Samson':  Höre Jakobs Gott, o Ewiger, hör (« Dieu de Jacob, écoute, oh Éternel écoute »). Le chantre Bloch récite alors les prières en présence du  double quatuor de la chorale de la synagogue, et Adolf Schwartz, de Karlsruhe, rabbin de la ville, accompagné des quatre responsables les plus âgés de la communauté, amènent les rouleaux de Torah jusqu'à l'arche sainte. Enfin le rabbin Schwartz fit un sermon sur le thème des « trois vocations de la Maison de Dieu juive ». Ce sermon est suivi d'un office religieux et de discours au nom de l'empereur et du grand-duc, sur l'empire, la patrie, la ville et la communauté. Avant la prière du rabbin, le chœur chante Die Himmel rühmen des Ewigen Ehre ("Les cieux se vantent de la gloire éternelle") de Beethoven,.
La communauté juive n'a ménagé ni son argent ni ses efforts pour faire construire le magnifique bâtiment de la synagogue. Le coût de la construction, 200 000 Marks est énorme pour l'époque, et a été financé en partie par la vente de la parcelle de terrain située sur la Metzgerstrasse, dont le prix avait augmenté de façon considérable au cours des décennies précédentes, et par des donations des membres de la communauté dont le nombre avait cru de près de 450 en une décennie. 
La synagogue est considérée comme une œuvre architecturale remarquable de la ville de Pforzheim et servira de modèle pour la construction de la synagogue de Wuppertal-Barmen. Un orgue imposant y est installé, et dès le début du XXe siècle, un chœur mixte participe à l'office avec des chants liturgiques. 
Derrière la synagogue, se trouve le bâtiment communautaire avec des salles de réunion, des bureaux administratifs et des logements dont celui pour le gardien de la synagogue. 
La synagogue n'est pas seulement le lieu de culte de la communauté juive. En 1896, a lieu à l'intérieur du bâtiment un évènement musical unique auquel participent les chœurs synagogaux de  Karlsruhe, Mannheim, Bruchsal et Pforzheim, dirigés par le chef d'orchestre Langer de Mannheim. Les rabbins Appel et Sander de Karlsruhe sont présents à ce concert. Aussitôt, une campagne très critique s'élève des milieux juifs orthodoxes, relayée par le journal orthodoxe Der Israelit, reprochant que des chanteurs non-juifs aient participé au concert, et que la synagogue ait été ouverte à tout le monde, juifs et non-juifs, moyennant la somme modique de deux Marks. Des journaux juifs de tendance libérale, comme le Allgemeine Zeitung des Judentums, au contraire font l'éloge du concert.
Pendant 45 ans, la synagogue de Pforzheim reste au cœur de la vie juive de la ville. Très tôt, elle est prise pour cible par les nazis de la ville: au début décembre 1922, plusieurs vitres sont brisées par des jets de pierres. En 1930, la synagogue est rénovée, et les peintures des murs, trop exubérantes, sont remplacées selon le goût de l'époque par des ornements plus discrets. 

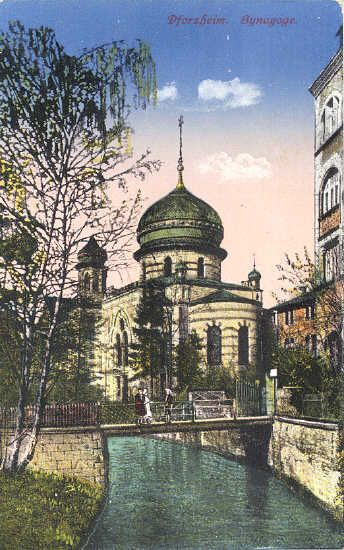
Carte postale de la synagogue au début du XXe siècle
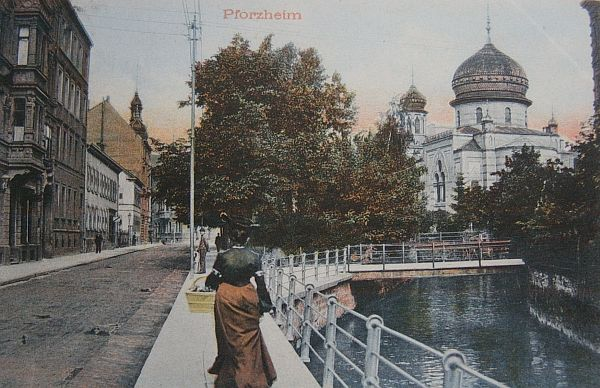
Carte postale de la synagogue au début du XXe siècle

### La destruction de la synagogue
Lors de la nuit de Cristal, le 10 novembre 1938 au matin, des hommes des SA et du parti nazi, habillés en civil, pillent et détruisent la synagogue. Avant 9 heures, les vitres, les livres de prière, les rouleaux de Torah et les autres objets de culte sont jetés dans le Muhlkanal proche. En raison du risque pour les habitations voisines, la synagogue est détruite par de petites charges d'explosifs. Pour cela, les nazis ont fait appel au maître des carrières d'Ispringen. Les destructions durent jusque vers midi. De nombreux élèves du lycée et du collège assistent à ce saccage. Un entrepreneur d'Ersingen ayant appris la destruction de la synagogue, se rend à Pforzheim et embarque dans son camion les trois portes d'entrée à battant du côté Sud de la synagogue. 
Ce n'est qu'en 2003 que les portes seront découvertes et restituées à la communauté juive.
Le bâtiment de la synagogue est abattu en 1939 aux frais de la communauté juive, forcée de payer la somme de 7 000 Reichsmarks. En plus, l'entreprise de démolition a pu récupérer le cuivre du toit pour le vendre. Le terrain de la synagogue est alors vendu comme terrain industriel.  
Jusqu'à leur déportation à Gurs en octobre 1940, la communauté juive de Pforzheim a été autorisée à utiliser son centre communautaire. En 1945, le terrain de la synagogue et les actifs transférés sont restitués à la communauté moyennant des arriérés de 25 000 Marks.  

### Mémorial
Le 10 novembre 1967, non loin de l'ancien site de la synagogue, est posée une pierre commémorative. Ce monument souvenir de trois mètres de haut, en lumachelle, calcaire fossilisé, est dévoilé par le bourgmestre, Dr Weigelt, en présence de plus de cent habitants, suivi d'un discours du Dr Alfred Wachsmann, vice-président des communautés juives de la région de Bade. En 1989, la place où se trouve le mémorial est renommée Platz der Synagoge. 

### L'oratoire orthodoxe
La communauté orthodoxe Adass Jeschurun créée en 1905, dont les membres principalement originaires d'Europe de l'Est ont fui les pogroms, est beaucoup plus stricte dans l'observation des règles religieuses. Le 4 septembre 1926, ils ouvrent un oratoire dans la Rennfeldstrasse, dont l'intérieur a été récupéré de la synagogue de Menzigen qui n'est plus en service.
Le 10 novembre 1938, cet oratoire est aussi pillé et détruit. Les rouleaux de Torah seront retrouvés plus tard sur un tas de fumier.